# Apodemini
Apodemini – plemię ssaków z podrodziny myszy (Murinae) w obrębie rodziny myszowatych (Muridae).

## Zasięg występowania
Plemię obejmuje gatunki występujące w Eurazji.

## Podział systematyczny
Do plemienia należą następujące występujące współcześnie rodzaje:
- Apodemus Kaup, 1829 – myszarka
- Tokudaia Kuroda, 1943 – kolcoszczurek

Opisano również rodzaje wymarłe:
- Parapodemus Schaub, 1938[7]
- Rhagamys Forsyth Major, 1905[8] – pramyszarka – jedynym przedstawicielem był Rhagamys orthodon (Hensel, 1856) – pramyszarka tyrreńska
- Rhagapodemus Kretzoi, 1959[9]